# Потапов, Николай Михайлович
Николай Михайлович Потапов (2 (14) марта 1871, Москва — 25 февраля 1946, Москва) — русский и советский военный деятель, генерал-лейтенант (1917) Российской императорской армии, комбриг (21.07.1936) РККА.

## Биография

Могила Потапова на Новодевичьем кладбище Москвы.

Православный. Из семьи гражданского чиновника. После ранней смерти матери в 1879 году, его взял на воспитание её родственник, работавший в Московской нотариальной конторе. С 1881 года учился в 1-й Московской военной гимназии (вскоре преобразованной в Первый московский кадетский корпус), который окончил в 1888 году. В 1891 году окончил Михайловское артиллерийское училище, выпущен в лейб-гвардии 3-ю артиллерийскую бригаду. Поручик (ст. 05.08.1895).
В 1897 году окончил Николаевскую академию Генерального штаба по первому разряду. С 17 января 1898 года — старший адъютант штаба 38-й пехотной дивизии. С 6 мая 1898 года — обер-офицер для поручений при штабе Варшавского военного округа. Цензовое командование ротой отбывал в лейб-гвардии Кексгольмском полку (21.11.1898—27.11.1899). В начале 1900 года направлен в заграничную командировку в Германию, Австро-Венгрию, Францию и Швейцарию. Знал 7 иностранных языков, в том числе французским, немецким и сербским языками владел свободно.
С 18 марта 1901 года — помощник военного агента в Вене. С 10 июня 1903 года — военный агент в Черногории. Выполнял ряд ответственных поручений: в 1906 году был в командировке во Франции, Англии и Германии для изучения и сравнения систем пулемётного вооружения (его доклад изучался на заседаниях Комитета по выбору системы пулемётов для вооружения русской армии), в 1913—1914 годах — член международной комиссии от России по установлению границ Албании (один из первых россиян, побывавших в Албании и составивший записки об этой стране).
С началом Первой мировой войны оставался в Черногории, представлял русское командование при черногорском Главном командовании. Генерал-майор (1912).
В 1916 году отозван в Россию и 10 августа того же года назначен начальником эвакуационного управления Главного управления Генерального штаба (ГУГШ). С 27 ноября 1916 года — начальник эвакуационного и по заведованию военнопленными отдела ГУГШ. После Февральской революции 13 апреля 1917 года был назначен генерал-квартирмейстером ГУГШ. Генерал-лейтенант (1917).
Был одним из первых представителей высшего военного командования, который пошёл на сотрудничество с большевиками и начал предоставлять им необходимую информацию ещё до прихода их к власти. По просьбе А. И. Гучкова принял участие в попытке отмены Приказа № 1, так, Гучков говорил в интервью Н. А. Базили в 1932 году:
.. мне хотелось найти какой-нибудь способ убедить Совет Р. и С. депутатов этот шаг [Приказ № 1] отменить… Для того, чтобы иметь больше представления какие у них [у членов контактной комиссии со стороны Совета] были настроения и какими мотивами они руководствовались, я пригласил на собеседование одного молодого генерала, Потапова (раньше он был военным агентом в Корее), во время первых дней революции нашедшего какие-то связи с революционными кругами, и человека, который считался с ними согласного, а я его знал ещё по бурской или по японской войне. Я его позвал и попросил, поскольку он был вхож в Совет Р. и С. депутатов, чтобы он разведал и объяснил, на кого там надавить. Беседа продолжалась довольно долго, затем я сказал им, что это вопрос довольно спешный. Я настаиваю, чтобы они новым приказом от их имени отменили свой первый приказ. Я тогда исчерпал все доводы и сказал, что предоставлю им некоторое время на обсуждение. Они остались у меня в кабинете, остался там и Потапов среди них. Затем они пригласили меня опять и сказали, что обсуждали этот вопрос и что они на мои условия о полной отмене согласиться не могут. Говорят, вот что мы можем сделать: мы можем издать приказ № 2, где будет указано, что те основы, которые преподаны в приказе № 1, имеют отношение только к тылу.

Потом Потапов мне рассказывал условия, в которых это обсуждалось в мое отсутствие. И оказывается, они со мной согласились и были готовы пойти на полную уступку. Кто очень горячо возражал — это Нахамкис. Вероятно, он уже и в то время был большевиком. Так что те доводы, которые я приводил, ему как раз и был нужны. [Требовался] хаос, чтобы боеспособность армии рухнула….
Знавший Потапова ещё с юношеских лет известный деятель партии большевиков М. С. Кедров позднее вспоминал, что «после июльских дней генерал Потапов Н. М., помощник начальника Главного штаба и генерал-квартирмейстер, предложил через меня свои услуги Военной организации большевиков (и оказывал их)».
После Октябрьской революции сразу же начал сотрудничать с СНК и 23 ноября (по н.ст. 8 декабря) 1917 года был назначен начальником Генштаба и управляющим Военным министерством. С декабря 1917 года — управляющий делами Наркомвоена.
В июне-сентябре 1918 года — член Высшего военного совета. С лета 1918 года постоянный член, с 4 июня 1919 года — председатель Военного законодательного совета (с апреля 1920 — Совещания) при Реввоенсовете (РВС). Один из первых редакторов журнала «Военный зарубежник».
С 19 ноября 1921 года — помощник главного инспектора Всевобуча, с 1 июля 1922 года — помощник главного начальника Всевобуча. Одновременно по совместительству с 1919 по 1924 годы — руководитель практическими занятиями по французскому языку в Военной академии РККА и в ряде других военно-учебных заведений и курсов.
В 1922—1925 годах участвовал в операции ГПУ «Трест», выступая в качестве якобы "военного руководителя МОЦР" — "Монархической организации Центральной России", дезинформировал руководителей Русского общевоинского союза (РОВС) относительно антисоветских настроений в верхушке РККА. В 1924 году находился в заграничной командировке (официально с целью установления сотрудничества с иностранными военными библиотеками), посетил Берлин, Париж и Варшаву.
В 1925 году сразу несколько видных большевиков (Подвойский Н. И., Мехоношин К. А., Склянский Э. М.) предложили Н. М. Потапову вступить в РКП(б), на что он вежливо, но твёрдо отказался.
С 1924 года — помощник начальника военного отдела Высшего военного редакционного совета, с 1926 года — старший инструктор Политического управления РККА. 23 февраля 1928 года награждён РВС СССР золотыми часами с надписью «Стойкому защитнику Пролетарской революции от РВС СССР». В декабре 1930 года зачислен в резерв, занимал различные должности в системе Государственного военного издательства. С 1932 года — доцент французского факультета Московского педагогического института новых языков. В июне 1936 года вновь определён в кадры РККА, назначен начальником отдела переводной литературы Управления Государственного военного издательства при НКО СССР. 21 июля 1936 года ему было присвоено звание комбрига.
С 9 мая 1938 года в отставке. Умер в феврале 1946 года в Москве. Похоронен на Новодевичьем кладбище.

## Сочинения
- Потапов Н. М. Краткий военный французско-русский словарь. — Москва: Высш. воен. ред. сов., 1923. — 56 с.
- Потапов Н. М. Печать и война. — Москва; Ленинград: Государственное военное издательство, 1926. — 82 с.
- Потапов Н. М. Пособие по военному переводу с французского языка: Сборник текстов по основным вопросам военного дела с постатейным словарем, схемами, чертежами и рисунками. — Москва: Издательство литературы на иностранных языках, 1944. — 307 с.
- Потапов Н. М. Краткая справка о деятельности Народного комиссариата по военным делам в первые месяцы после Октябрьской революции // Исторический архив. — 1962. — № 1. — С. 84-91
- Потапов Н. М. Записки о первых шагах советского военного строительства // Военно-исторический журнал. — 1968. — № 1. — С.65.
- Потапов Н. М. Русский военный агент в Черногории. Донесения, рапорты, телеграммы, письма 1902—1915 гг. — Москва — Подгорица, 2003.

## Награды
- Орден Святого Станислава 3-й ст. (1901);
- Орден Святой Анны 3-й ст. (1904);
- Орден Святого Станислава 2-й ст. (06.12.1909);
- Орден Святой Анны 2-й ст. (26.09.1910);
- Орден Святого Владимира 3-й ст. (06.12.1913);
- Именные золотые часы РВС СССР (февраль, 1928).